# Спасское (Одесская область)
Спасское (укр. Спаське) — село, относится к Татарбунарскому району Одесской области Украины.
Население по переписи 2001 года составляло 818 человек. Почтовый индекс — 68121. Телефонный код — 4844. Занимает площадь 1,78 км². Код КОАТУУ — 5125084703.

## Местный совет
68126, Одесская обл., Татарбунарский р-н, с. Струмок, ул. Победы, 94а